# S-meter
Et S-meter (fra engelsk signal strength meter, dansk signalstyrke-meter) er en indikator som ofte er på kommunikationsmodtagere, såsom amatørradiomodtagere eller kortbølgemodtagere.  Skalamarkeringerne er afledt fra det subjektive system til at reportere signalstyrker fra S1 til S9 som en del af RST-koden. Termen S-enhed kan anvendes til at referere til, hvor meget signalstyrkeændring, der skal til for at flytte en S-meter indikation fra en markering til den næste.

## IARU Region 1 teknisk anbefaling R.1
International Amateur Radio Union (IARU) Region 1 er blevet enig om en teknisk anbefaling til S-meter kalibrering til HF og VHF/UHF transceivere i 1981.
IARU Region 1 teknisk anbefaling R.1 definerer S9 under eller lig 30MHz (HF-bånd) til at være en modtager indgangseffekt på -73 dBm. Det svarer til en RMS-spænding på 50 mikrovolt på modtagerens antenneindgang under antagelse af, at modtagerens indgangsimpedansen belaster med 50 ohm.
For højere frekvenser end 30MHz (fx VHF-bånd) er anbefalingen, at S9 svarer til modtager indgangseffekt på -93 dBm. Dette er ækvivalent med 5 mikrovolt RMS over 50 ohm.
Anbefalingen definerer en forskel på én S-enhed til at være en forskel på 6 decibel (dB), ækvivalent til en spændingsforhold på to - eller et effektforhold på fire.
Signaler stærkere end S9 angives med en tillægs dB værdi, f.eks. "S9 + 20dB", eller verbalt, "20 decibel over S9" eller simplere "20 over 9".

## Eksempler
| S signalstyrke | μV (50 Ω) | dBm  | dBμV (50 Ω) | Watt    |
| -------------- | --------- | ---- | ----------- | ------- |
| S9             | 50,2      | -73  | +34         | 50 pW   |
| S8             | 25,1      | -79  | +28         | 12,5 pW |
| S7             | 12,6      | -85  | +22         | 3,16 pW |
| S6             | 6,3       | -91  | +16         | 794 fW  |
| S5             | 3,2       | -97  | +10         | 200 fW  |
| S4             | 1,6       | -103 | +4          | 50 fW   |
| S3             | 0,8       | -109 | -2          | 12,6 fW |
| S2             | 0,4       | -115 | -8          | 3,16 fW |
| S1             | 0,2       | -121 | -14         | 794 aW  |

| S signalstyrke | μV (50 Ω) | dBm  | dBμV (50 Ω) | Watt    |
| -------------- | --------- | ---- | ----------- | ------- |
| S9             | 5,0       | -93  | +14         | 500 fW  |
| S8             | 2,5       | -99  | +8          | 125 fW  |
| S7             | 1,26      | -105 | +2          | 31,6 fW |
| S6             | 0,63      | -111 | -4          | 7,94 fW |
| S5             | 0,32      | -117 | -10         | 2 fW    |
| S4             | 0,16      | -123 | -16         | 500 aW  |
| S3             | 0,08      | -129 | -22         | 126 aW  |
| S2             | 0,04      | -135 | -28         | 31,6 aW |
| S1             | 0,02      | -141 | -34         | 7,94 aW |

## Nøjagtighed
De fleste S-metre er ikke kalibrerede efter IARU Region 1 tekniske anbefaling R.1 og kan i praksis kun anvendes som et relativt mål af signalstyrken, baseret på modtagerens AGC spænding. Nogle S-metre er kalibreret til at kunne aflæse S9 for en indgangsspænding på -73 dBm, men har ikke de korrekte 6 dB per korresponderende S-enhed.
Ofte er korrelationen mellem en radiolytters kvalitative signalstyrke indtryk og den aktuelle signalstyrke ringe, fordi modtagerens AGC holder lydudgangens styrke forholdsvis konstant, på trods af ændringer i indgangssignalstyrken.